# Демезон, Рене
Рене́ Демезо́н (фр. René Desmaison, 14 апреля 1930, Бурдей — 28 сентября 2007, Марсель) — французский альпинист, с середины 1950-х в течение 30 лет совершивший восхождения на более чем 1000 вершин в Альпах, Гималаях и Андах, среди которых 114 первовосхождений по новым сложнейшим маршрутам, в том числе, на непокорённые вершины, среди которых Жанну. Его неординарные восхождения стали предметом широкой огласки в СМИ и поводом для многочисленных дискуссий.

## Биография
Рене родился в коммуне Бурде́й региона Периго́р. После смерти матери юный Рене Демезон, которому не исполнилось ещё 14-ти лет, покинул Марса́к близ Перигё, последовал за своим крёстным отцом Полем Розом и переехал в Антони в регионе Иль-де-Франс, где присоединился к скаутскому движению . Там Рене Демезон познакомился с Пьером Кольманном, с которым занимался воскресными восхождениями в лесах Фонтенбло в компании с другими знакомыми из Антони. Среди прочих в компании были и будущие альпинисты Бернард Ладжесс (с фр. — «Бернард Ладжесс») и Андре Бертран (фр. André Bertrand).
Военную службу проходил в Бриансоне во взводе лыжников-разведчиков. Получил звание сержанта и участвовал в военных соревнованиях по лыжам.
По возвращении в Париж Рене Демезон женился. У него родились две дочери и сын Паскаль. Он работал продавцом в спортивном магазине, затем, часто посещая магазины электоротоваров, стал продавцом ударных дрелей. Продолжительные уик-энды проводил в горах или занимался скалолазанием в Фонтенбло и Сосуа, где познакомился с альпинистом Жаном Кузи в 1954. Эта встреча стала для Рене Демезона решающей в вопросе выбора профессии: вместе они совершили ряд величайших восхождений и первовосхождений вплоть до смерти Жана Кузи в горах четырьмя годами позже.
В начале 1960-х Рене Демезон развелся с первой супругой и женился на Симоне, актрисе, матери двоих дочерей, сестре писателя и кинорежиссёра Жозе Джованни, с которым занимался восхождениями, в том числе в Фонтенбло; так Рене Демезон познакомился с миром кино-звезд. До получения сертификата горного проводника в 1961 Рене Демезон, начиная с 1960 года, уже преподавал альпинизм в Национальной Французской Школе Гидов (ENSA); стремясь к независимости, он покинул школу в 1963. Став прекрасным альпинистом, одним из пионеров зимнего альпинизма, Рене Демезон совершал восхождения как в Альпах, так и в Гималаях и сыскал известность в СМИ. Одновременно с альпинистской деятельностью, он работал консультантом и коммерческим представителем в компаниях-производителях горного снаряжения.
В 1971 году Рене Демезон столкнулся со смертью лицом к лицу во время попытки восхождения по новому маршруту на пик Уолкера в Гранд-Жорас: альпинист, который шел с ним в связке, Серж Гуссо умер от холода и истощения, а Рене Демезона при смерти, обездвиженного в 90 метрах от вершины, обнаружила спасательная служба.
Начиная с 1976 года, Рене Демезон вместе с сыном посвящал себя экспедициям в Перуанских Андах. Он стал кинорежиссером-лектором и одним из участников организации Connaissance du Monde, занимающейся киносъемкой публичных лекций. В 1988 его брак с Симоной распался и Рене со своей новой спутницей стал в 1991 году отцом девочки по имени Аврелия (фр. Aurélie).
Рене Демезон умер от рака 28 сентября 2007 в больнице Тимон в Марселе. Его останки 28 октября 2007 были захоронены на кладбище в часовне Жикон (фр. Gicons), также называемой Мер-Эглиз (Mère-Église), главной часовне города Сен-Дидье — ворот в массив Деволюи (фр. Dévoluy), который он особенно любил.